# هيئة البيئة (أبو ظبي)
هيئة البيئة (أبو ظبي)، هي هيئة حكومية مستقلة تأسست عام 1996 بهدف حماية البيئة والحفاظ عليها، إضافة إلى العمل على تحقيق التنمية المستدامة في إمارة أبو ظبي. تعد الهيئة السلطة المختصة بتنفيذ القوانين البيئية والضوابط التنظيمية لحماية البيئة في إمارة أبوظبي بالتنسيق مع وزارة التغير المناخي والبيئة وغيرهما من الجهات المعنية في الدولة.

## تاريخ
في عام 1989، تأسس المركز الوطني لأبحاث الطيور كمنظمة للحفاظ على الطيور وأبحاثها وإكثارها في الأسر في أبوظبي. وفي عام 1996، تم تغيير الاسم إلى وكالة أبحاث البيئة وتنمية الحياة البرية. في عام 2005، أصبحت الوكالة تعرف باسم هيئة البيئة – أبو ظبي وكان يرأسها ولي عهد إمارة أبو ظبي الشيخ محمد بن زايد آل نهيان.
يرأس هيئة البيئة في أبوظبي الشيخ حمدان بن زايد آل نهيان ونائب رئيس مجلس الإدارة هو محمد أحمد البواردي، كما تشغل رزان خليفة المبارك منصب العضو المنتدب وعضو مجلس الإدارة وشيخة سالم الظاهري منصب الأمين العام. يقع المقر الرئيسي لهيئة البيئة في مدينة أبوظبي، ولها مكتب في مدينة العين.

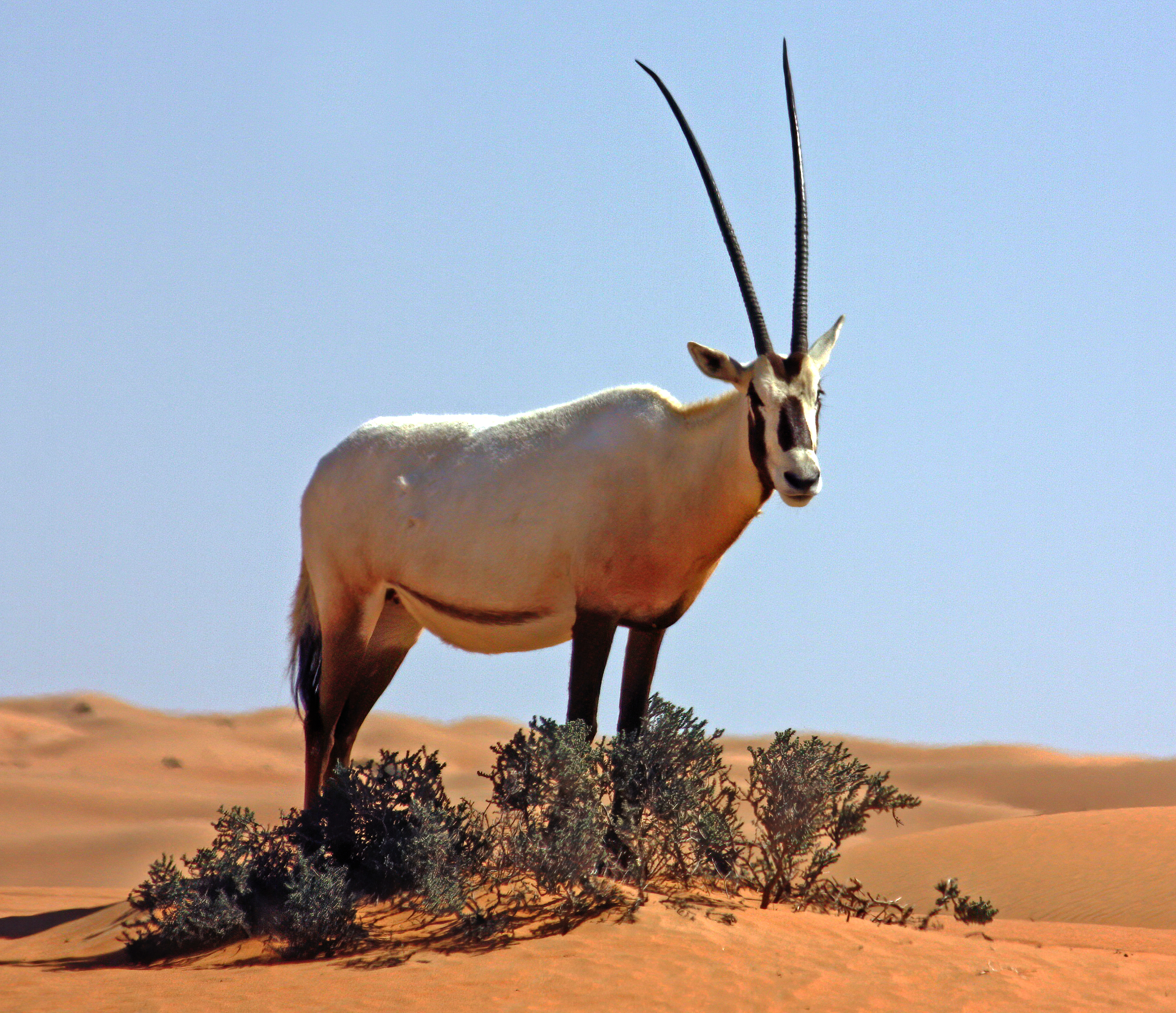
المها العربي

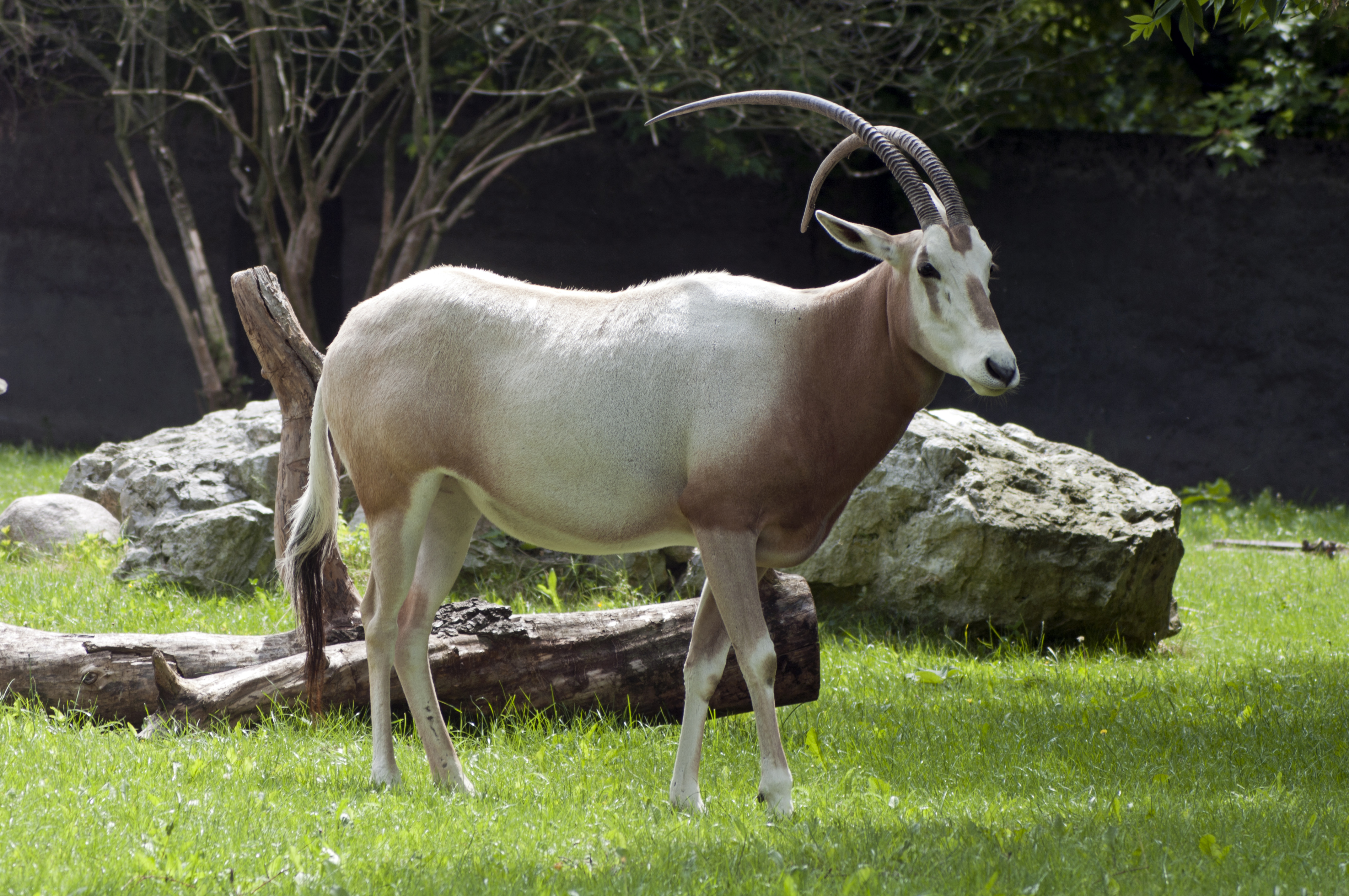
مها أبو حراب

في عام 2000، أعلن رسميًا عن انقراض مهاة أبو حراب في البرية بحسب القائمة الحمراء للاتحاد الدولي لحفظ الطبيعة. بدءًا من عام 2016، نجحت الجهود التي بذلتها هيئة البيئة في أبوظبي بالتعاون مع صندوق حماية الصحراء وجمعية علم الحيوان في لندن ومعهد سميثسونيان للحفاظ على الأحياء وحكومة تشاد في إطلاق 200 مها تم تربيتها في أبوظبي في البرية في تشاد. في عام 2017، أفادت جهود إعادة التوطين عن عدد من النجاحات بما في ذلك ولادة العجول الأولى في البرية منذ عقود. كما نفذت هيئة البيئة في أبوظبي برنامجًا ناجحًا لإكثار المها العربي في الأسر وجهودًا لإعادة توطين المها العربي مرة أخرى في البرية، واليوم يصل عدد المها العربي الآن إلى أكثر من 1200 فرد في جميع أنحاء شبه الجزيرة العربية.

## اتفاقيات بيئية
حتى الآن وقعت الهيئة إحدى عشرة مذكرة تفاهم وست اتفاقيات تعاون مع مؤسسات محلية ودولية. شركاؤنا الأقليميون ينتمون إلى مملكة البحرين، والمملكة العربية السعودية، اليمن، إيران.كما امتدت اتفاقيات التعاون لتشمل فرنسا، ألمانيا، كازاخستان، بالإضافة إلى منظمات دولية وإقليمية مثل المركز العالمي للزراعة الملحية وشركة شل أبوظبي وبرنامج الأمم المتحدة للبيئة.أيضا تتعاون الهيئة داخل دولة الإمارات العربية المتحدة مع الهيئة الاتحادية للبيئة، وهيئة البيئة والمحميات في الشارقة، ومجمع زايد لبحوث الاعشاب والطب التقليدي، وبنك أبوظبي الوطني بالإضافة إلى هيئات كثيرة.

## البرامج

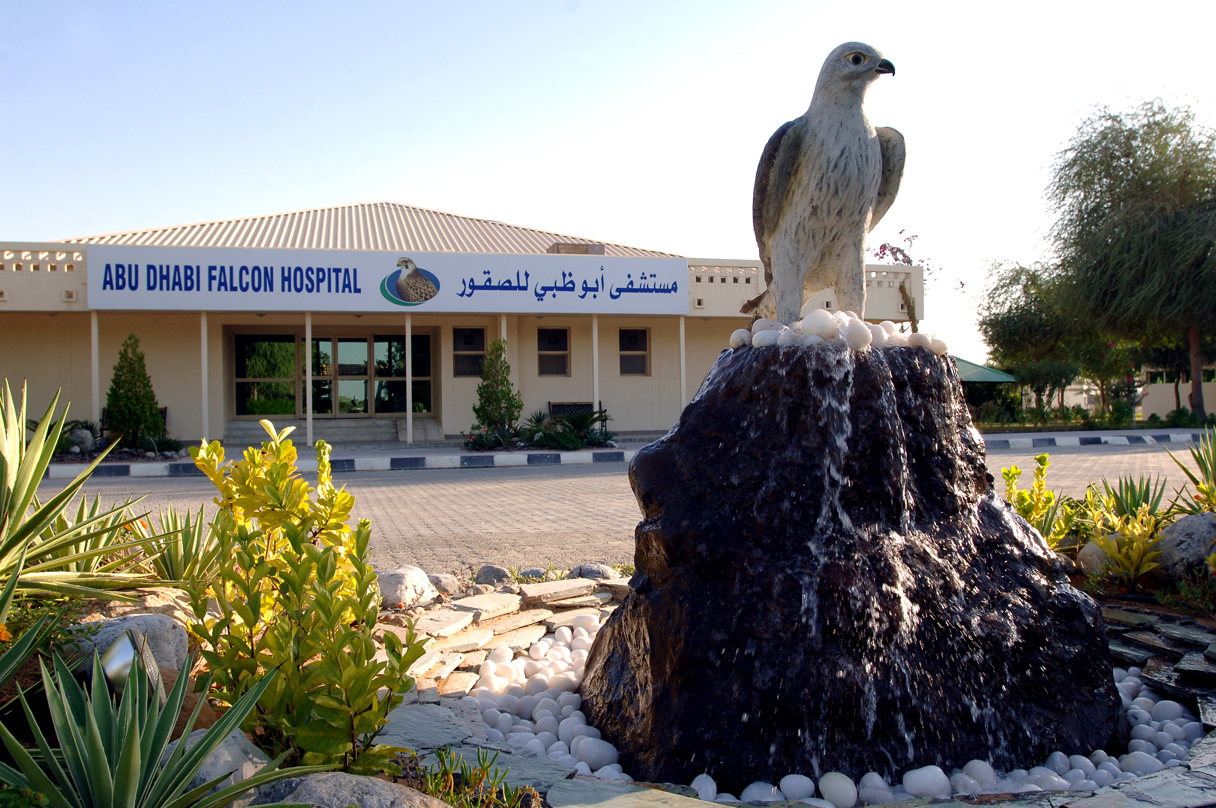
مستشفى الصقور في أبوظبي

من أهم البرامج التي تدعمها هيئة البيئة في أبوظبي:
- مبادرة أبوظبي العالمية للبيانات البيئية
- مستشفى أبوظبي للصقور
- مجموعة أبوظبي للاستدامة

من أهم إنجازات الهيئة:
- إنشاء شبكة زايد للمحميات الطبيعية

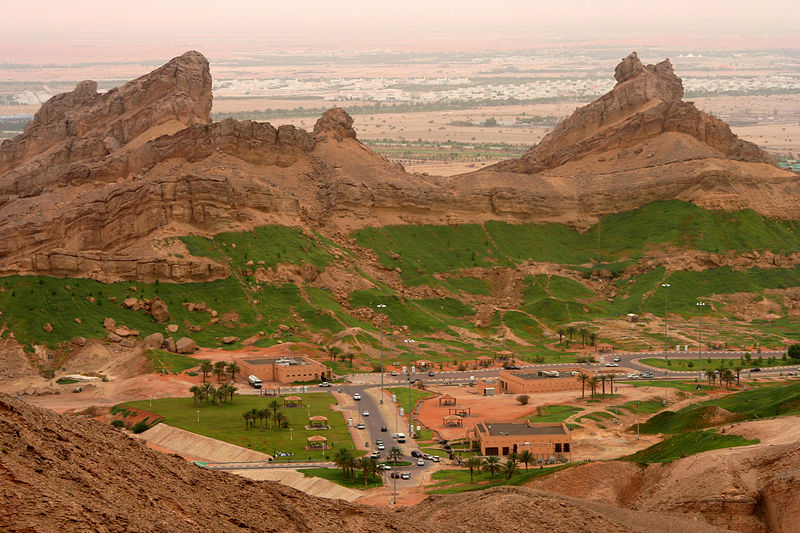
جبل حفيت

- تسجيل 100 نوع من اللافقاريات لم تكن معروفة علمياً من قبل
- تحقيق الريادة الإقليمية بحظر استخدام شباك القرقور (أقفاص صيد الأسماك)
- تقديم المشورة وتوفير المعلومات بكل شفافية لوضع السياسات البيئية في إمارة أبو ظبي وتنفيذها.
- تنفيذ الآلاف من عمليات التفتيش سنوياً لضمان الامتثال وتقييم المخاطر ووصفها لتعزيز المعرفة بالمخاطر البيئية في الإمارة.
- إنجاز خرائط الموائل الطبيعية البرية والبحرية بعد أن انتهت من رسمها، وتتضمن تحديد استخدامات الأراضي والغطاء الأرضي، الذي يغطى إمارة أبوظبي بشكل كامل، وهو المشروع الأول من نوعه في العالم من حيث الحجم ومستوى التفاصيل، حيث بلغ 59,640 كيلومتراً مربعاً من المناطق البيئية البرية، و28,220 كيلومتراً مربعاً من المناطق البيئية البحرية.[13]

## شبكة زايد للمحميات الطبيعية
تتشكل شبكة زايد للمحميات الطبيعية من 14 محمية برية، تمثل 17% من مساحة أراضي الإمارة، وست محميات بحرية تمثل 14% من إجمالي مساحة البيئة البحرية في الإمارة،و تحتوي هذه المحميات على أهم النظم البيئية البرية والبحرية في أبوظبي.

### المحميات البحرية
من أهم المحميات البحرية التي تحتضنها شبكة زايد للمحميات الطبيعية:

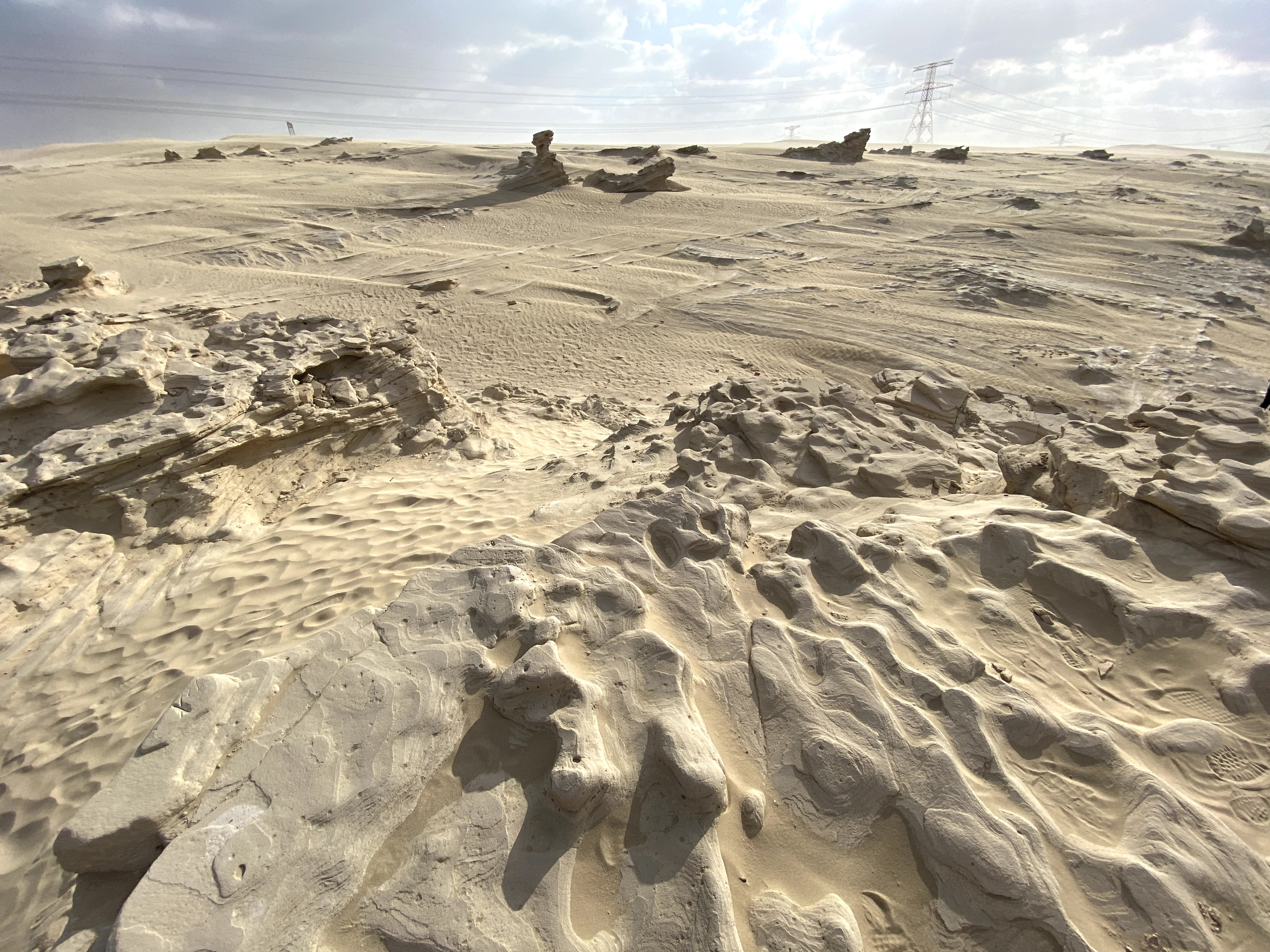
كثبان الوثبة الأحفورية

- متـنـزه السعديات البحري الوطني
- محمية الياسات
- متنزه القرم الوطني
- محمية مروح للمحيط الحيوي
- محمية بو السياييف
- محمية رأس غناضة

### المحميات البرية
من أهم المحميات البرية التي تحتضنها شبكة زايد للمحميات الطبيعية:

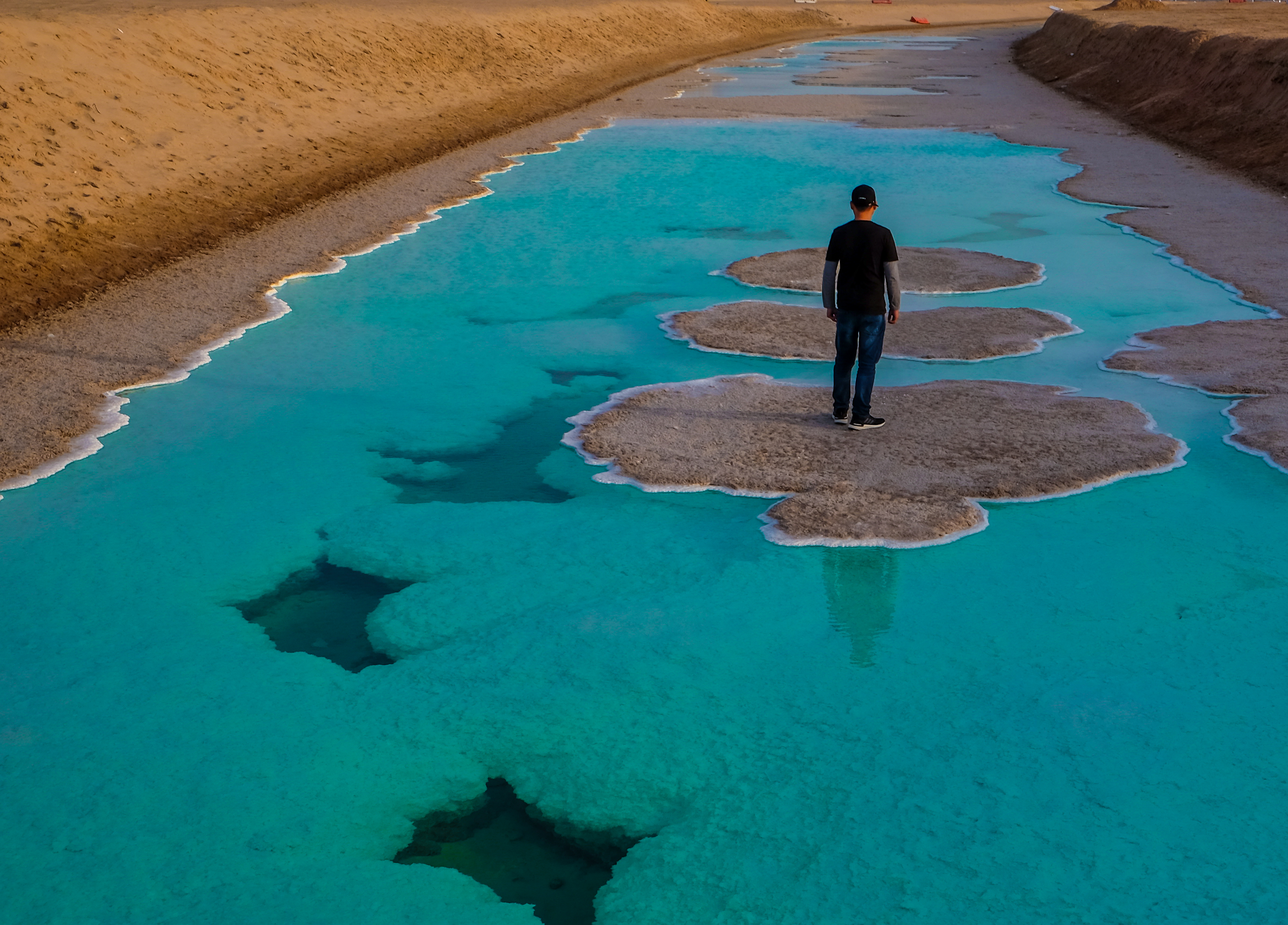
بحيرة الملح في الوثبة

- محمية البدعة الطبيعية
- محمية الدلفاوية
- محمية الرملة
- محمية قصر السراب
- محمية المها العربي
- بحيرة الملح في الوثبةمحمية الغضا الطبيعية
- محمية الوثبة للأراضي الرطبة
- محمية متنزه جبل حفيت الوطني
- محمية يو الدبسا
- محمية الحبارى
- محمية بدع هزاع
- محمية برقا الصقور
- محمية الطوي

## مركز الشيخ زايد لعلوم الصحراء
يقع مركز الشيخ زايد لعلوم الصحراء داخل حديقة حيوان العين، وهو مرفق تعليمي ممتع يجمع بين المعرفة والتعلم عن البيئة الطبيعية لدولة الإمارات العربية المتحدة من خلال المعارض التفاعلية والوسائط المتعددة والمواد المرئية التي صممها متخصصون على مستوى عالمي، يستضيف المركز أيضًا مكتبة كبيرة تضم مطبوعات الهيئة ومنشوراتها البيئية.
.

## جواهر أبوظبي
تتكون جواهر أبوظبي من خمس مجسمات برونزية بالحجم الطبيعي تمثل أنواعاً محلية تشكل رموزاً وأيقونات لجهود أبوظبي الرائدة عالمياً في المحافظة على الأنواع الطبيعية، وهي أبقار البحر , النحام الكبير (الفلامنجو)، سلاحف منقار الصقر ، المها العربي، الصقر الحر .وهي موجودة في حديقة أم الإمارات

## جوائز
- جائزتي أبطال المحافظة على الأنواع المهاجرة لسنة 2024 وللمرة الثالثة على التوالي في حفل الدورة الرابعة عشرة لمؤتمر الأطراف في اتفاقية الحفاظ على الأنواع المهاجرة من الحيوانات البرية الذي عقد في أوزباكستان.[18]
- جائزة أفضل هيئة بيئية إقليمية في الشرق الأوسط وأفريقيا لعام 2023 وذلك ضمن جوائز الاستدامة التي تطلقها كابيتال فاينانس إنترناشيونال.[19]
- فازت سفينة الأبحاث الكبيرة جيوَن التابعة للهيئة بجائزة عالم القوارب لأفضل سفينة أبحاث كبيرة لعام 2023 والتي تمنح من مؤسسة بيرد البحرية.[20]
- فازت هيئة البيئة – أبوظبي بالجائزة الذهبية عن فئة أفضل مبادرة لتحويل النفايات وتقليلها (القطاع الحكومي) للعام 2024، خلال النسخة السادسة من جوائز الشرق الأوسط للنفايات وإعادة التدوير (ميوار).[21]

## روابط خارجية
الموقع الرسمي للهيئة